# 栗林謙
栗林 謙（くりばやし けん、1962年9月11日 - ）は、日本の元テレビプロデューサー。千葉県出身。

## 来歴・人物
都立高校卒業後、浪人生をしていた1982年にテレビ朝日報道局報道取材部でアルバイトを始め、大学受験を諦める。所属は、井上プロダクション（現在の株式会社フレックス）で、主に技術アシスタントの業務に就く。
1989年、元フジテレビの小松原登が設立した株式会社ニッポンクリエイティブビジョン（略称：NCV）に入社。ここで、バラエティー番組の制作ノウハウや番組制作を各テレビ局から請け負う営業を培うようになる。
1992年からフジテレビのバラエティ番組「ダウンタウンのごっつええ感じ」をNCVが制作協力に入るきっかけを作りながら、プロデューサーとしては名前を連ねず、営業プロデューサーという肩書での局とのパイプ役を行うことでNCVの業績拡大に貢献した。
1995年、テレビ朝日「ウッチャンナンチャンの炎のチャレンジャー これができたら100万円!!」ではディレクターも担当し、当時のテレビ朝日レギュラー番組で視聴率２０％越えという記録を叩き出した。
1996年には「ウッチャンナンチャンの炎のチャレンジャー これができたら100万円!!」をベースにしたテレビ朝日初の長時間特別番組「27時間チャレンジテレビ」にて、メイン会場の横浜アリーナでフロアーディレクターを担当する。当日、入場できなかった観客が暴徒化し、横浜アリーナの正面ドアーを破壊、またスタッフを殴るなどしてけが人が出た為、神奈川県警察機動隊が出動するという事態が発生した。
1999年にNCVを退社し、その後は他のテレビ制作会社やMD関連の会社にも身をおき、その時のMD関連会社では、フジテレビ「脳内エステ IQサプリ」、「モヤっとボール」の関連商品（モヤっとボール消しゴム、モヤっとボールクッション等）を企画・製造をフジテレビMDセクションと共にヒット商品に仕上げた。
2003年には、NCV時代の同僚の林田竜一と有限会社ロール・ワンという制作会社を興したが、2006年にロール・ワンを退社。それを機にその他にも兼任していた制作会社も同時に退職し、テレビ業界から完全に離れようとしていた。
しかし、その後の身の振り方について心境を打ち明ける為、某テレビ局の局員へ相談した際、お互い不仲であった吉本興業の大﨑洋（当時専務取締役）へその局員が連絡した事がきっかけで新たな道に進むことになった。栗林と大﨑との不仲の原因は、1997年の「FNS27時間テレビ」（フジテレビがお台場に移った時）で、当時プロデューサーであった栗林が、総合司会のダウンタウンの取り巻き達と生放送中に喧嘩となり、またその仲裁に入った大﨑とも喧嘩になり、それ以来大﨑とは約10年間挨拶もしない仲で、業界では当時有名な出来事の一つとされていた。
2007年に株式会社グッドラックを設立。代表取締役には妻で、宝塚歌劇団67期生　並樹かおりが就任し、各種コンサルティング業務や営業促進業務を主な業務内容としている。そこからは、吉本興業と業務委託契約を結び、吉本興業の新たなる戦略であった一般企業と吉本興業が直接取引することによってより良いコンテンツ作りをめざす為、ソフトバンクやシダックス、アートコーポレーション、シャープなどのオープンドアーをさせる仕事で成果を上げてきた。中でも、ソフトバンクとの取り組みでは、孫正義社長の企画であった「S-1バトル」の運営・制作を一手に手掛けた。2012年の吉本興業創業100周年では、100周年記念公演「吉本百年物語」のキャスティングも手掛けた。

## 過去の担当番組
- 新伍・紳助のあぶない話（関西テレビ）
- 芸能界ぶったまげリクエストここまでヤル!?（フジテレビ）
- いっつみいの驚いて・笑って3時間!!（テレビ東京）
- TVおじゃマンボウ（日本テレビ）
- TVおじゃマンモス（日本テレビ）
- ミッドナイト美女図鑑（TBS）
- ダウンタウンのごっつええ感じ（フジテレビ）
- FNS27時間テレビ（フジテレビ）
  - 1997年、1998年、1999年、2001年、2002年
- ウッチャンナンチャンの炎のチャレンジャー これができたら100万円!!（テレビ朝日）
- 27時間チャレンジテレビ（テレビ朝日）
  - 1996年、1997年
- めっけMON!（TBS）
- ハッピーバースデー!（フジテレビ）
- 世界ゴッタ煮偉人伝（フジテレビ）
- B.C.ビューティー・コロシアム（フジテレビ）
- 天才!志村どうぶつ園（日本テレビ）
- 久本雅美の大天才サーカス（フジテレビ）

## 過去の営業担当番組
- 中居正広のボクらはみんな生きている（フジテレビ）
- 少年サトル（フジテレビ）
- DAIBAッテキ!!（フジテレビ）